# Nyctiphrynus
Nyctiphrynus és un gènere d'ocells de la família dels caprimúlgids (Caprimulgidae ).

## Taxonomia
Segons la Classificació del Congrés Ornitològic Internacional (versió 2.5, 2010) aquest gènere està format per 4 espècies:
- enganyapastors de Mèxic (Nyctiphrynus mcleodii).
- enganyapastors de Yucatán (Nyctiphrynus yucatanicus).
- enganyapastors del Chocó (Nyctiphrynus rosenbergi).
- enganyapastors ocel·lat (Nyctiphrynus ocellatus).